# Plectris magdalenae
Plectris magdalenae är en skalbaggsart som beskrevs av Frey 1967. Plectris magdalenae ingår i släktet Plectris och familjen Melolonthidae. Inga underarter finns listade i Catalogue of Life.